# بطالة سافرة
بطالة سافرة (بالفرنسية: Chômage Réel)‏ مجموعة من القادرين على العمل الراغبين فيه، والباحثين عنه، لكنهم معطلون بسبب عدم توفر فرص شغل لهم في أي من القطاعين الحكومي أو الخاص. وترجع لقصور الطلب على العمل رغم توافر المعروض منه.

## أنواع البطالة
ولقد اعتاد الاقتصاديون تقسيم البطالة إلى أنواع متعددة يمكن تلخيصها كما يلي:
- بطالة مزمنة: تظهر بصفة مستمرة وشبه مستمرة نتيجة الاستثمار أي عدم مرونة الجهاز الإنتاجي، بسبب ضآلة الأموال العينية وقلة الاستثمارات في رأس المال الاجتماعي.
- بطالة دورية: تظهر دوريا خلال فترات تعرف باسم الكساد، وتظهر هذه البطالة في الدول النامية نتيجة فترات الكساد في الدول المتقدمة اقتصاديا.
- بطالة احتكاكية: تحدث بسبب التنقلات المستمرة للعاملين بين المناطق والمهن المختلفة، والتي قد تنشأ بسبب نقص المعلومات لدى الباحثين عن العمل ولدى أصحاب الأعمال.
- بطالة هيكلية: تحدث بسبب تغير هياكل وأساليب الإنتاج لتحل التقنيات المتطورة محل العمالة اليدوية (بطالة فنية).
- بطالة موسمية: تحدث في أحد قطاعات النشاط الاقتصادي نتيجة تغير الظروف الاقتصادية أو المناخية في بعض فصول السنة مثال على ذلك البلدان السياحية التي تعتمد على السياحة في مواسم معينة من السنة.
- بطالة مقنعة: تحدث بسبب تكدس عدد كبير من العمال بشكل يفوق الحاجة الفعلية للعمل ومثال ذلك في الأجهزة الإدارية للحكومات العربية.
- بطالة دورية: تحدث في أوقات الكساد خلال مرحلة واحدة من مراحل الدورة الاقتصادية.
- بطالة سافرة: وترجع لقصور الطلب على العمل رغم توافر المعروض منه.
- بطالة اختيارية: ترجع إلى رغبة العامل في التعطل عن العمل بمحض إرادته.
- بطالة إجبارية: ترجع إلى تعطل العامل عن العمل بشكل إجباري.